# Panorama (album)
Pour les articles homonymes, voir Panorama (homonymie).
Albums de Eddy Mitchell
Eddy in London
(1963) Toute la ville en parle... Eddy est formidable
(1964)
Singles
1. Pas de chance
Sortie : Avril 1964
2. Repose Beethoven
Sortie : Juin 1964

Panorama est le troisième album studio d'Eddy Mitchell sorti en 1964. 

## Histoire
L'album Panorama est enregistré à Londres avec les musiciens du London All Stars.
Côté rock n' roll, Chuck Berry, délaissé lors du précédent album (Eddy in London), est ici mis à l'honneur, avec pas moins de cinq adaptations. Le disque fait aussi une incursion dans le rhythm and blues avec Pas de chance, une adaptation de Money (That's What I Want) de Barrett Strong.

## Autour de l'album
Références originales
33 tours Barclay 80227
Singles
Deux super 45 tours sont extraits de l'album.
- Avril 1964 (Barclay 70646) :

1. Pas de chance (Money)
2. J'irais bien
3. Tu vas rentrer chez toi
4. Memphis Tennessee (Memphis, Tennessee)

- Juin 1964 (Barclay 70654) :

1. Repose Beethoven (Roll Over Beethoven)
2. Doucement mais sûrement (Slowly But Surely)
3. L'école des cœurs brisés (School of Heartbreakers)
4. Détective privé (Brown Eyed Handsome Man)

## Liste des titres
| No  | Titre                                                 | Paroles                                   | Musique                     | Durée |
| --- | ----------------------------------------------------- | ----------------------------------------- | --------------------------- | ----- |
| 1.  | J'irais bien                                          | Pierre Saka                               | Jean-Pierre Bourtayre       | 2:31  |
| 2.  | Pas de chance (Money)                                 | Claude Moine (adaptation)                 | Janie Bradford, Berry Gordy | 2:39  |
| 3.  | J'irai au paradis (Three Steps to Heaven (song) (en)) | Claude Moine (adaptation)                 | Eddie Cochran               | 2:40  |
| 4.  | Memphis Tennessee (Memphis Tennessee)                 | Daniel Gérard, Pierre Barouh (adaptation) | Chuck Berry                 | 2:55  |
| 5.  | Oh mon cœur                                           | Daniel Hortis                             | Jack Arel                   | 3:04  |
| 6.  | Doucement mais sûrement (Slowly But Surely)           | Claude Moine (adaptation)                 | Sid Wayne, Ben Weisman      | 2:07  |
| 7.  | Repose Beethoven (Roll Over Beethoven)                | Claude Moine (adaptation)                 | Chuck Berry                 | 2:37  |
| 8.  | Détective privé (Brown Eyed Handsome Man)             | Claude Moine (adaptation)                 | Chuck Berry                 | 2:12  |
| 9.  | Tu vas rentrer chez toi                               | Claude Moine                              | Jean Renard                 | 2:20  |
| 10. | Maybellene (Maybellene)                               | Claude Moine (adaptation)                 | Chuck Berry                 | 1:51  |
| 11. | L'École des cœurs brisés (School Of Hearbreakers)     | Claude Moine (adaptation)                 | Mort Shuman, Doc Pomus      | 2:52  |
| 12. | Donne-moi une idée (School Days)                      | Claude Moine (adaptation)                 | Chuck Berry                 | 2:21  |

## Crédits
- Orchestre : London All Stars + 5[1]
- Direction d'orchestre : Jean Bouchéty[5]
- Photographie : Jean-Marie Périer[5]